# Setodes vitanka
Setodes vitanka är en nattsländeart som beskrevs av Schmid 1987. Setodes vitanka ingår i släktet Setodes och familjen långhornssländor. Inga underarter finns listade i Catalogue of Life.